# Pelageja Jakowlewna Polubarinowa-Kotschina
Pelageja Jakowlewna Polubarinowa-Kotschina (russisch Пелагея Яковлевна Полубаринова-Кочина; englische Transkription Pelageya Yakovlevna Polubarinova-Kochina, manchmal wird sie auch nur einfach Kochina zitiert; * 1.jul. / 13. Mai 1899greg. in Astrachan; † 3. Juli 1999 in Moskau) war eine russische Mathematikerin.

## Leben
Sie besuchte ein Frauengymnasium in Sankt Petersburg (während dieser Zeit in Petrograd umbenannt), wo sie 1916 ihr Abitur machte und danach an der Staatlichen Universität Mathematik studierte. Nach dem Tod ihres Vaters musste sie eine Stelle am Petrograder Geophysikalischen Institut annehmen, während sie gleichzeitig weiter studierte und 1921 ihren Abschluss machte. Am Geophysikalischen Institut arbeitete sie bei dem später berühmten Physiker Alexander Friedmann, wobei sie sich für dessen damaligen Interessenschwerpunkt Hydrodynamik zu interessieren begann. Auch ihr Mann Nikolai Jewgrafowitsch Kotschin (1901–1944), den sie 1925 heiratete und mit dem sie zwei Kinder hatte, war Spezialist für Hydrodynamik an der Universität in Leningrad (wie Petrograd ab 1924 hieß). Die nächsten Jahre widmete sie der Kindererziehung, forschte aber weiter und lehrte an Schulen. 1934 wurde sie Professorin in Leningrad und nachdem sie 1935 mit ihrem Mann nach Moskau zog forschte sie wie dieser am Steklow-Institut für Mathematik in der Abteilung für Mechanik, das bald darauf das Mechanik Institut der Akademie der Wissenschaften wurde. Dort habilitierte sie sich (russischer Doktortitel) 1940. Als ihr Mann während des Krieges starb, übernahm sie seine Vorlesungen und unterrichtete auch an der Fliegerakademie und anderen Moskauer Hochschulen.
1946 wurde sie korrespondierendes Mitglied der Sowjetischen Akademie der Wissenschaften und 1958 Mitglied der Sibirischen Abteilung der Akademie der Wissenschaften und Vollmitglied der Akademie. In dieser Funktion baute sie als Direktorin das Hydrodynamik Institut der Staatlichen Universität Nowosibirsk auf und war Leiterin der Fakultät für Theoretische Mechanik. 1970 kehrte sie nach Moskau zurück, wo sie die Abteilung mathematische Methoden der Mechanik an der Akademie der Wissenschaften leitete.
Sie ist besonders für ihre mathematische Behandlung von Problemen der Hydrodynamik, speziell von Grundwasserströmungen bekannt oder allgemein von Flüssigkeiten oder Gasen in porösen Medien, zum Beispiel auch in der Öl- und Gasgewinnung. Dabei wandte sie Methoden der konformen Abbildung an. Daneben beschäftigte sie sich mit Mathematikgeschichte, gab Schriften von Sofia Kowalewskaja heraus, schrieb deren Biographie und schrieb Biographien der eng mit Kowalewskaja verbundenen Mathematiker Karl Weierstraß und Gösta Mittag-Leffler. Außerdem schrieb sie eine Biographie ihres Lehrers Alexander Friedmann und ihres Mannes Nikolai Kotschin, die auch Biografien anderer bedeutender russischer Mathematiker der Leningrader Schule enthielt. 1988 folgten ihre Memoiren und noch kurz vor ihrem Tod im Alter von 100 Jahren veröffentlichte sie eine Arbeit mit N. N. Kochina.
1946 erhielt sie den Stalinpreis, 1969 Heldin der Sozialistischen Arbeit und 1979 sowie 1994 erhielt sie den Orden der Völkerfreundschaft. 1996 erhielt sie die Keldysch-Goldmedaille. Kurz vor ihrem 100. Geburtstag wurde sie mit dem Verdienstorden für das Vaterland 3. Klasse ausgezeichnet. Pelageja Jakowlewna Polubarinowa-Kotschina starb im Juli 1999 im Alter von 100 Jahren in Moskau.

## Schriften
- Theory of ground water movement, Princeton University Press 1962 (Übersetzung des russischen Originals)
- Karl Weierstraß 1815–1897, Nauka, Moskau 1985 (russisch)
- Gösta Mittag-Leffler 1846–1927, Nauka, Moskau 1987 (russisch)
- mit A. S. Monin, V. I. Khlebnikov Kosmologie, Hydrodynamik, Turbulenz – Alexander Friedmann, Moskau, Nauka 1989 (russisch)
- Love and Mathematics – Sofya Kovalevskaya, MIR Publishers, Moskau 1985 (englische Ausgabe, russisches Original 1981)
- Nikolai Jewgrafowitsch Kotschin 1901–1944, Moskau 1979, 1993 (russisch)
- Hydrodynamik und Filtertheorie-Ausgewählte Werke, Nauka 1991 (russisch)